# Investidura presidencial de Dwight D. Eisenhower en 1957

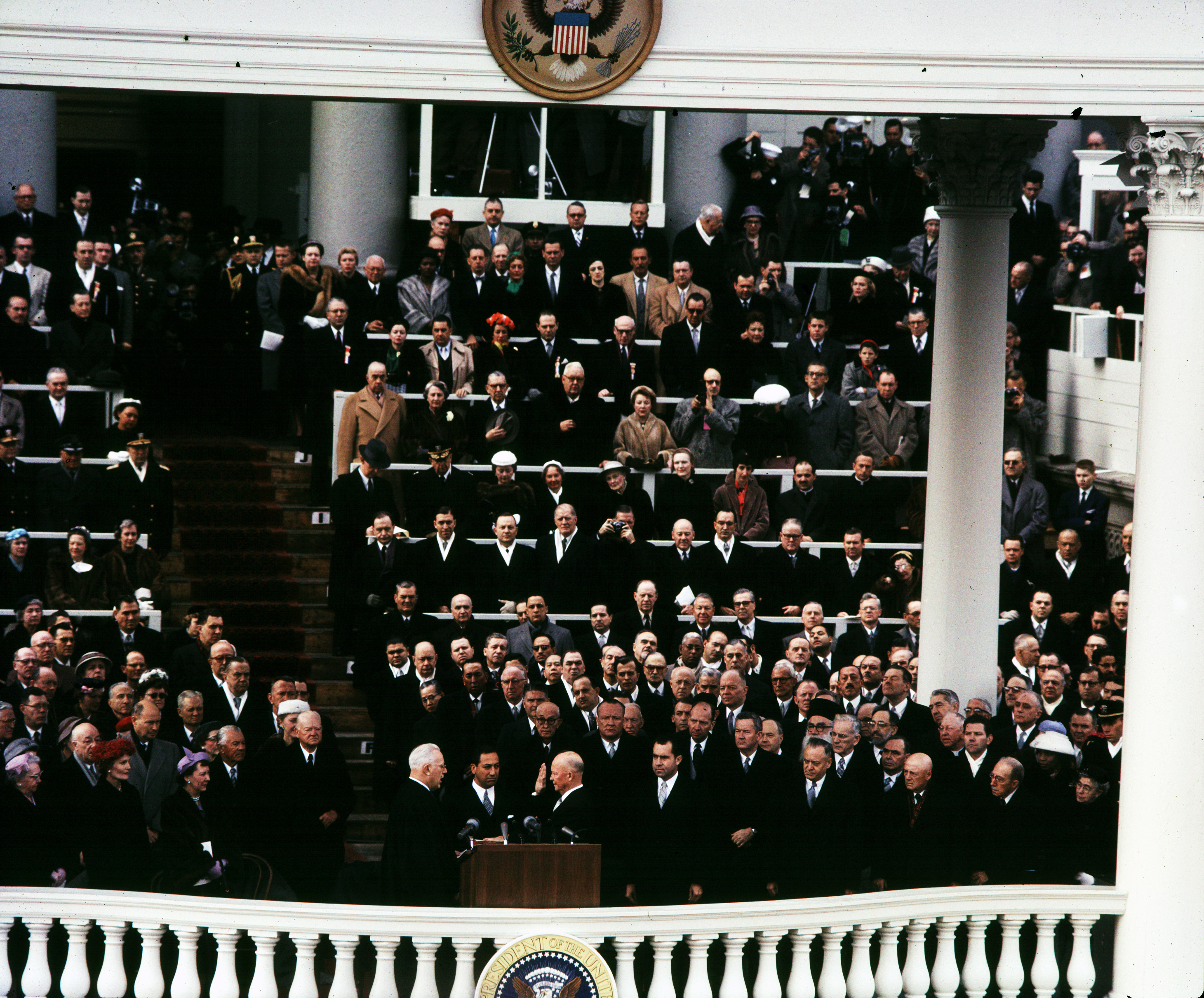
Inauguración presidencial de Dwight D. Eisenhower en 1957.

La investidura Dwight D. Eisenhower de 1957 como el trigésimo cuarto Presidente de los Estados Unidos tuvo lugar en privado el 20 de enero de 1957 y públicamente al día siguiente, 21 de enero de 1957. El Presidente del Tribunal Supremo Earl Warren administró el juramento del cargo.